# Franco-Insulaire stijl
De 'Franco-Insulaire stijl' ook Franco-Saksisch of Anglo-Frankisch genoemd is een stijl van de boekverluchting in de Karolingische tijd, die ontstaat in de abdijen gelegen in het noorden van het huidige Frankrijk in de 9e eeuw en stand houdt tot aan het einde van de 10e eeuw. De stijl ontstaat door een combinatie van Karolingische elementen met elementen uit de "Insulaire” boekkunst. De uitbundige figuratieve verluchting van de Karolingische periode gaat achteruit. Men grijpt terug op de versiering van ‘het woord’ door het schilderen van paginagrote letters die het incipit van de tekst voorstellen en dikwijls in ‘diminuendo’ worden afgebeeld, waarbij de lettergrootte vermindert van letter tot letter en van woord tot woord. De voornaamste centra zijn de abdijen van Sint-Amandus, Sint-Vaast en Sint-Bertinus. De stijl werd populair in het ganse Karolingische rijk dankzij de productie van luxueuze handschriften voor de machthebbers. Deze stijl blijft in gebruikt tot de opkomst van de Romaanse stijl.

## Naamgeving
De naam Franco-Saksische of Franco-Insulaire stijl werd voor het eerst gebruikt door Bastard in 1845 en later overgenomen door Westwood en Deslile. Het gedeelte ‘Franco’ in de naam is goed gekozen omdat het de regio noemt waar de stijl ontstond, het noordwesten van het Frankische rijk, het tweede gedeelte ‘Saksisch’ is minder gelukkig gekozen omdat de kunst op de Britse eilanden in die periode niet Saksisch was maar eerder Iers-Saksisch of Anglo-Iers zodat men beter over Franco-Insulaire kunst kan spreken. Volgens Philippe Lauer was de Franco-Insulaire kunst een mengvorm van de Frankische kunst en van een groot vocabularium van decoratieve vormen afkomstig uit verschillende regio’s van de Britse eilanden.

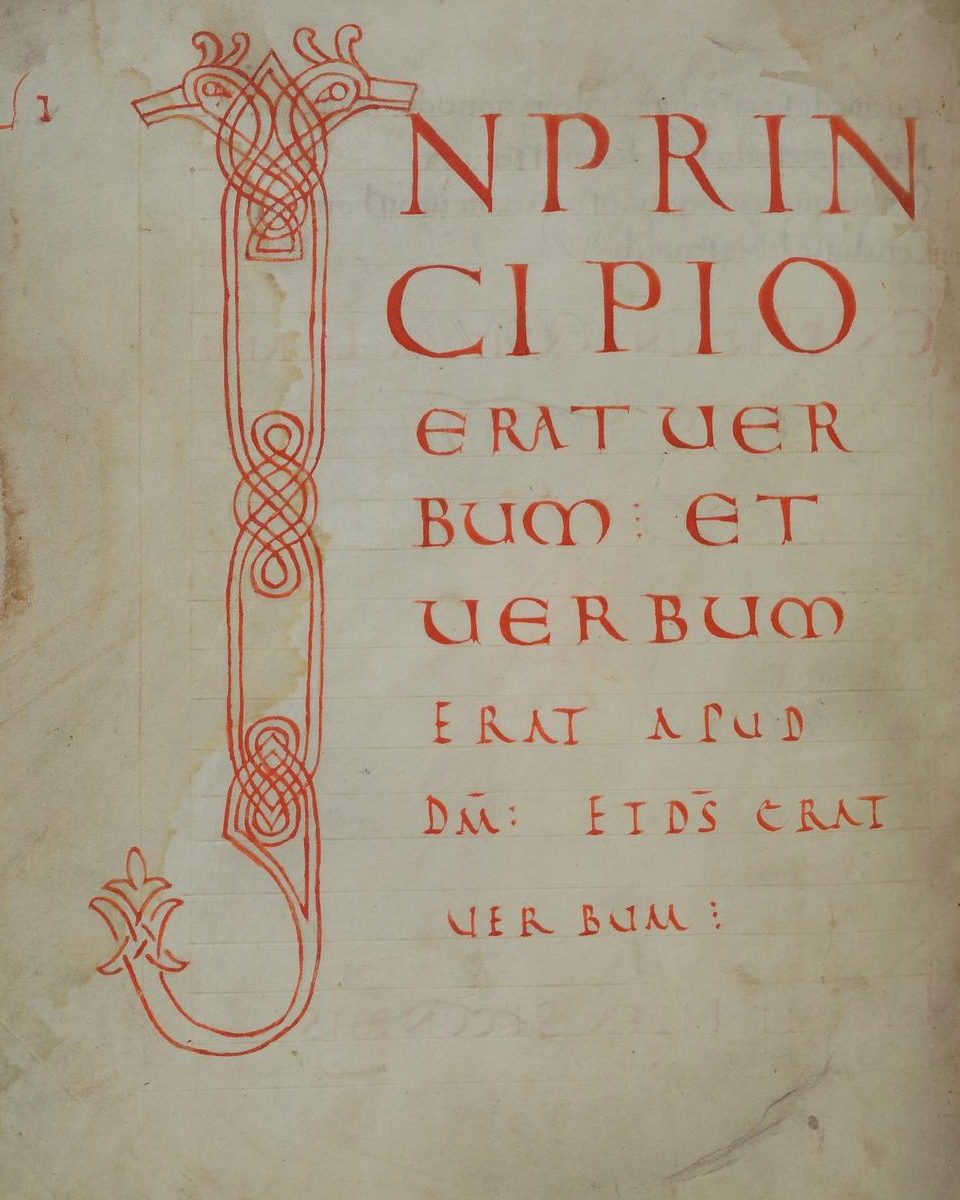
Otfrid von Weißenburg, 42v, Evangelieboek, Heidelberg Universitätsbibliothek, Cod. Pal. lat. 52

## Geschiedenis

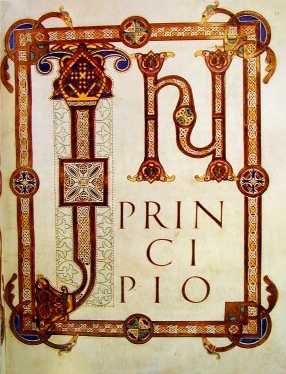
Incipit van de Tweede Bijbel van Karel de Kale.

De Franco-Insulaire stijl ontstond in de negende eeuw in de abdijen van Sint-Amands in Sint-Amands-aan-de-Skarpe, de Abdij van Sint-Bertinus in Sint-Omaars, de Abdij van Saint-Riquier in Sint-Rikiers, de Abdij van Sint-Vaast bij Atrecht en de Abdij van Corbie in Korbie. Deze abdijen gelegen in het hartland van het Karolingische rijk waren rijk en machtig in de 9e eeuw en werden geleid door abten die nauwe relaties hadden met het Karolingisch koningshuis. Ze lagen dicht bij Quentovic een van de belangrijkste Frankische zeehavens en hadden religieuze, politieke en culturele banden met het Anglo-Saksische Engeland. Het is vooral tijdens het bewind van Karel de Kale (840-877) dat deze stijl zijn hoogtepunt kent en dat een van de mooiste werken uit de stijlgroep geproduceerd werd, namelijk de Tweede Bijbel van Karel de Kale (871 – 877), die waarschijnlijk ontstond in de Sint-Amandsabdij De Bijbel werd opgedragen aan Karel met een gedicht van Hucbald van St. Amands getiteld ‘Ecloga de Calvis’ (lof der kaalkoppen) waarvan elk van de 146 regels begint met de ‘C’ van calvis.
De stijl ontwikkelde zich tussen 830 en 900 en bleef in gebruik tot het einde van de 10e eeuw, zelfs uit het midden van de elfde eeuw zijn er nog enkele handschriften bekend. De Franco-Insulaire stijl werd gevolgd door de Romaanse stijl.

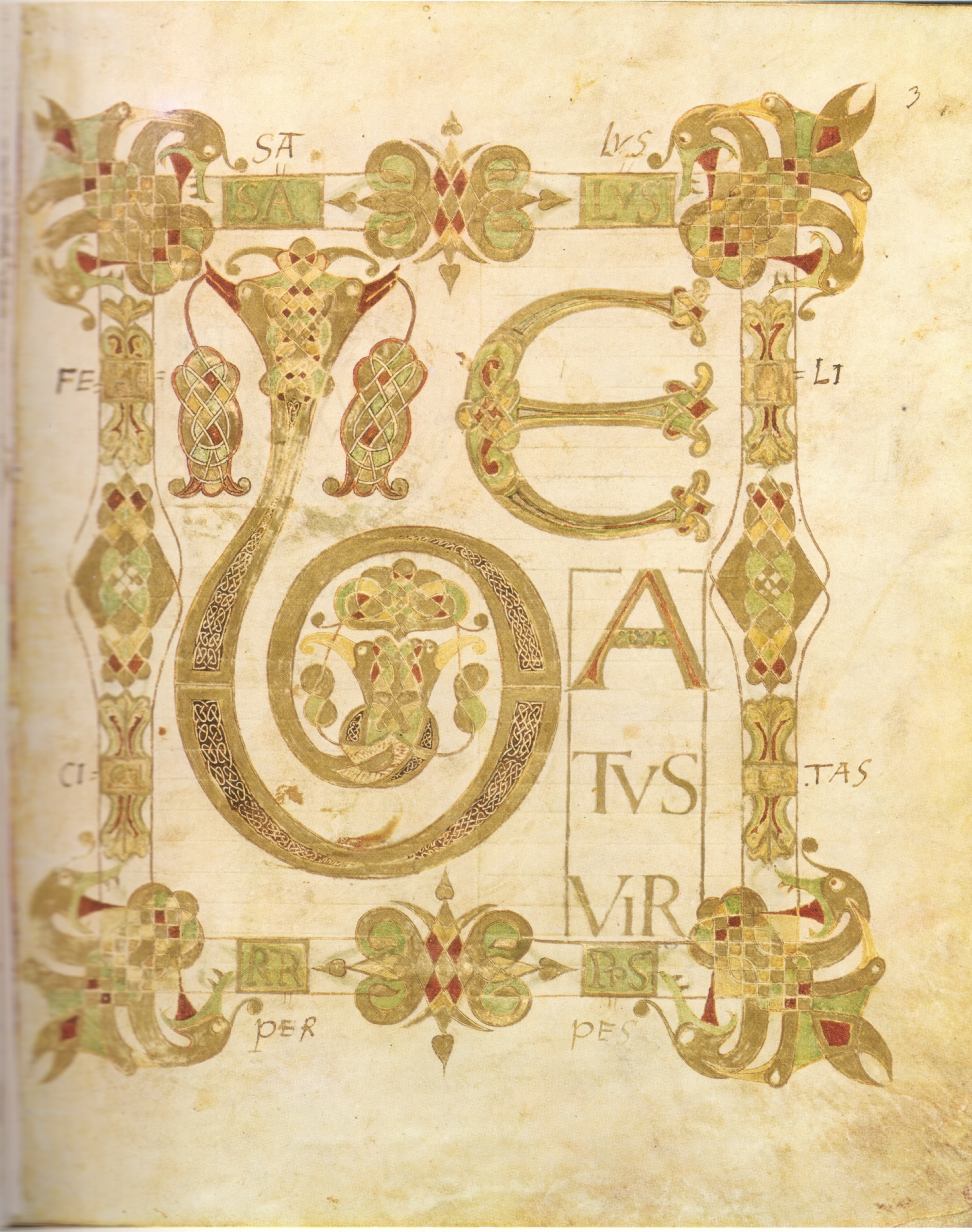
Psalter van Lodewijk de Duitser, f3r, Incipit van psalm 1: Beatus Vir.

## Stijlkenmerken
Typisch voor de Franco-Insulaire stijl is het ontbreken van menselijke figuren. Soms komen ze wel voor maar dan zijn het (slechte) kopieën uit andere Karolingische werken. Het meest typische kenmerk voor deze stijl is de aandacht voor aanvangsletters en omlijstingen. De versieringen bestaan uit lineaire en geometrische elementen dikwijls uitgevoerd in vlechtwerk dat eindigt op puntige vormen en gestileerde dierenhoofden, die frequent ontleend zijn aan insulaire voorbeelden zoals het Lindisfarne-evangeliarium en het Book of Kells. Op basis hiervan werd deze stijl soms afgedaan als een late opflakkering van de insulaire stijl, maar niets is minder waar. De Franco-Insulaire stijl toont doordachte architectonische geometrische structuren. De verluchters hebben een voorkeur voor klassieke, duidelijke structuren en hun werk is minder complex en dynamisch dan het insulaire werk. Wat de Franco-Insulaire stijl ook duidelijk onderscheidt van de insulaire stijl is de open ruimte in de versierde pagina’s, waar we in de Insulaire stijl eerder kunnen spreken over een horror vacui. De witte ruimte van het blad is een sleutelelement in de pagina-opmaak die men niet terugvindt noch in de insulaire kunst noch in de vroegere Karolingische kunst.